# Ульяновка (Кропивницкий район)
Ульяновка (укр. Улянівка) — село в Кетрисановской сельской общине Кропивницкого района Кировоградской области Украины.
До 2020 года входило в Бобринецкий район
Почтовый индекс — 27221. Телефонный код — 5257. Занимает площадь 0,21 км². Код КОАТУУ — 3520884207.